# Kritsada Kongrichai
Kritsada Kongrichai (taj. กฤษดา คงศรีชาย ;ur. 8 sierpnia 1991) – tajski zapaśnik walczący przeważnie w stylu klasycznym.
Zajął ósme miejsce na igrzyskach azjatyckich w 2010. Srebrny medalista igrzysk Azji Południowo-Wschodniej w 2009 i 2021. Piąty na mistrzostwach Azji w 2010; dwunasty w 2011 i 2016. Trzeci na mistrzostwach Azji kadetów w 2007 roku.